# Milchkohl
Milchkohl ist ein traditionelles Gericht  aus Weißkohl mit weißer Soße. Der feingeschnittene Kohl wird zuerst in Wasser gekocht, dann abgeseiht und in einer Soße aus Milch und Mehl serviert, üblicherweise zu Brat- oder Brühwurst, auch zu gekochtem oder gebratenem Rind- und Schweinefleisch oder gepökelter Zunge. Das Rezept kann um 1780 nachgewiesen werden.